# Klein Luckow
Klein Luckow is een ortsteil van der Duitse gemeente Jatznick in de deelstaat Mecklenburg-Voor-Pommeren. Tot 1 januari 2012 was Klein Luckow een zelfstandige gemeente. 
Het dorp ligt 9 km ten west-zuidwesten van Jatznick. Klein Luckow ligt in een fraai, bosrijk en licht heuvelachtig gebied, de Brohmer Berge, een stuwwal uit de Weichselien-ijstijd.
De drie belangrijkste gebouwen van Klein Luckow zijn de evangelisch-lutherse dorpskerk, de sporthal uit 1924 met een markante gevel en het landhuis op Gut Klein Luckow.
Max Schmeling, beroemd bokser, werd in 1905 geboren te Klein Luckow; voor hem is in zijn geboortedorp een monument opgericht. Ook de dorpsstraat van Klein Luckow draagt zijn naam.

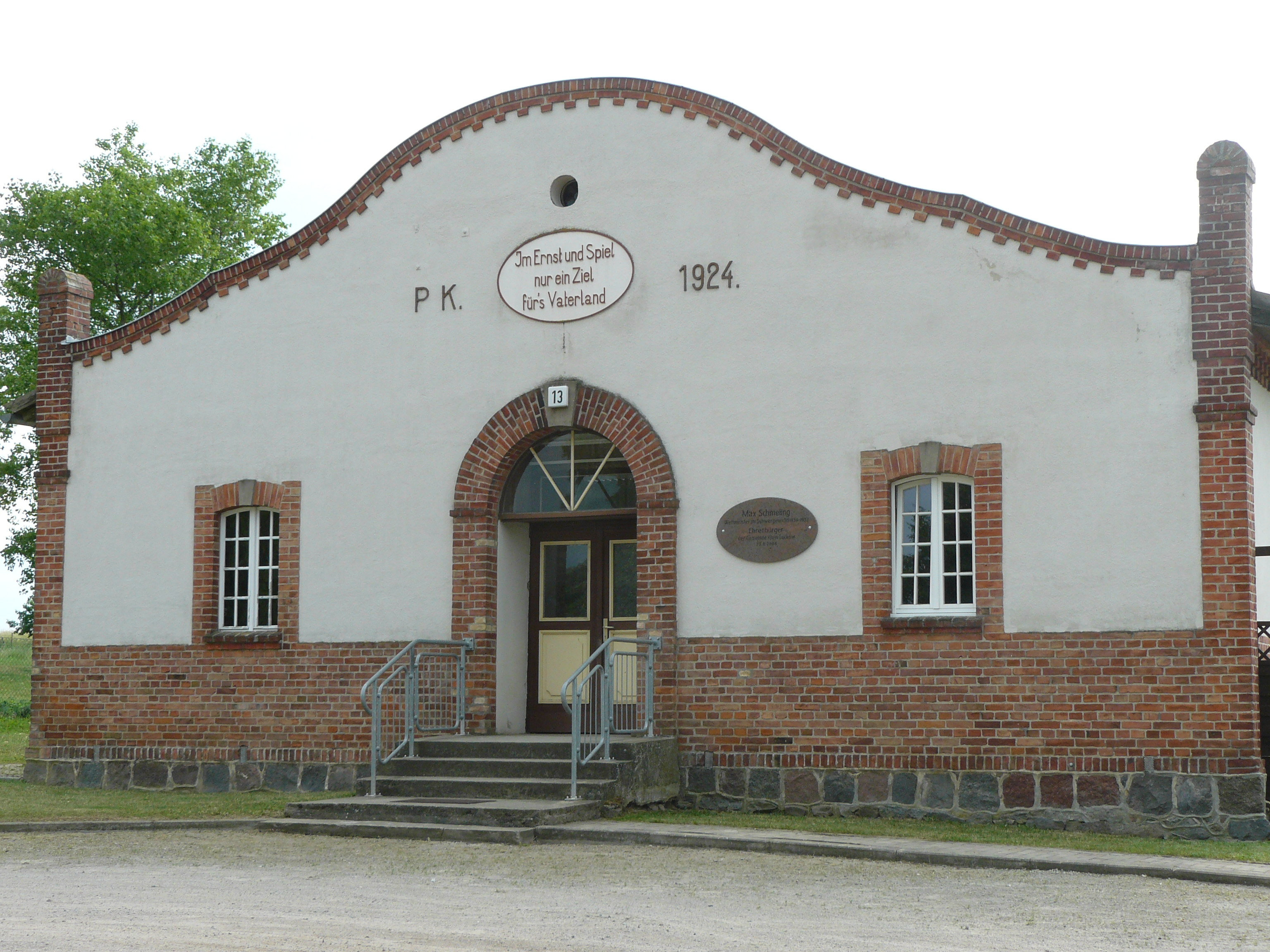
Sporthal met gedenkplaquette Max Schmeling